# ウェスタン・スター
ウェスタン・スター (Western Star)は、グレート・ノーザン鉄道 (Great Northern Railway)が運行した旅客列車。

## 概要
ウェスタン・スター (Western Star)はグレート・ノーザン鉄道 (Great Northern Railway)がシカゴ・バーリントン・アンド・クインシー鉄道（Chicago, Burlington and Quincy Railroad、略称CBQ）、スポケーン・ポートランド・アンド・シアトル鉄道（Spokane, Portland, and Seattle Railway）と提携して、イリノイ州シカゴ（Chicago, Illinois）からワシントン州シアトル（Seattle, Washington）・オレゴン州ポートランド（Portland, Oregon）の間に、1951年から1971年まで運行された大陸横断の旅客列車。1970年からは会社統合によりバーリントン・ノーザン鉄道（Burlington Northern Railroad）により運行された。
シカゴ・ミネソタ州セントポール（Saint Paul,Minnesota）間はシカゴ・バーリントン・アンド・クインシー鉄道（Chicago, Burlington and Quincy Railroad）、ワシントン州スポーケン（Spokane, Washington）とポートランド間はスポケーン・ポートランド・アンド・シアトル鉄道（Spokane, Portland, and Seattle Railway）が運行した。
同社の代表的な大陸横断列車・エンパイア・ビルダー(Empire Builder)を補完したが、その起源は1905年運行開始のオリエンタル・リミテッド（Oriental Limited）に遡る。1971年の全米鉄道旅客輸送公社・アムトラック(National Railroad Passenger Corporation)の発足に伴い廃止となった。

## 歴史
- 1905年: オリエンタル・リミテッド(Oriental Limited)運行開始
- 1951年: ウェスタン・スター (Western Star)に改称
- 1970年: グレート・ノーザン鉄道 (Great Northern Railway)・ノーザン・パシフィック鉄道（Northern Pacific Railway）・シカゴ・バーリントン・アンド・クインシー鉄道（Chicago, Burlington and Quincy Railroad、略称CBQ）・スポケーン・ポートランド・アンド・シアトル鉄道（Spokane, Portland, and Seattle Railway）が統合してバーリントン・ノーザン鉄道（Burlington Northern Railroad）発足。同社が運行継続
- 1971年: 全米鉄道旅客輸送公社・アムトラック(National Railroad Passenger Corporation)の発足により運行停止